# Kirchenburg Hüttenheim

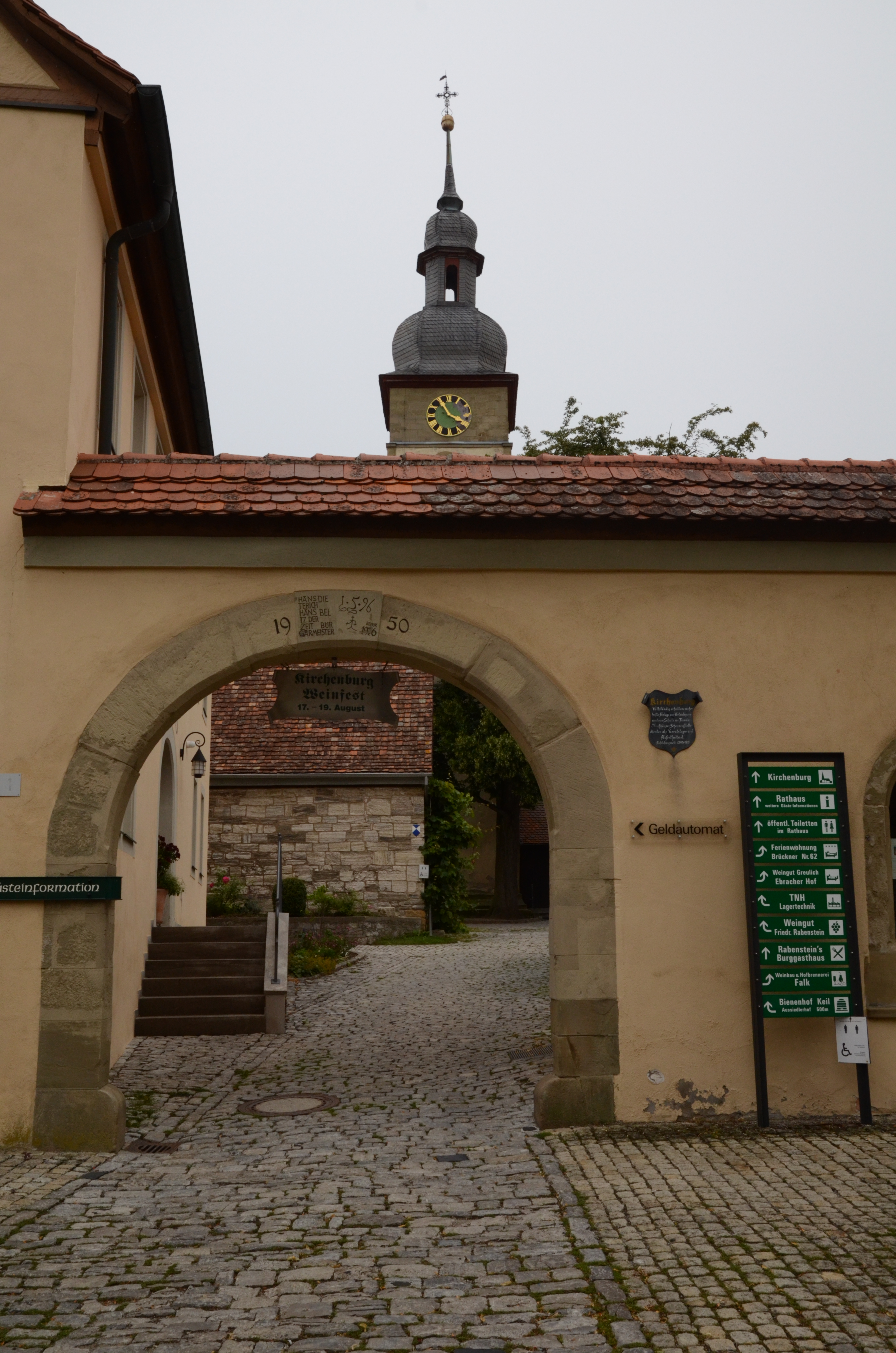
Der Eingang zur Kirchenburg in Hüttenheim

Die Kirchenburg Hüttenheim umfasst die befestigten Bereiche des Kirchhofs um die evangelische Pfarrkirche des Ortes Hüttenheim im unterfränkischen Landkreis Kitzingen. Die Anlage gilt als eine der besterhaltenen Gadenkirchenburgen in Franken.

## Lage
Die Kirchenburg befindet sich inmitten des Dorfes Hüttenheim. Die Pfarrkirche ist leicht nach Nordwesten ausgerichtet und bildet den Mittelpunkt eins rechteckigen Areals. Der Kirchhof beginnt im Westen an der Kreuzung der Staatsstraßen St 2418 und St 2419 und zieht sich an der Erstgenannten etwa 80 m entlang. Südlich erhebt sich die katholische Pfarrkirche Johannes der Täufer. Die Befestigung hat eine Fläche von etwa 2655 m2.

## Geschichte
Die Geschichte der Kirchenburg ist eng mit der Ortsgeschichte von Hüttenheim verbunden. Im 13. Jahrhundert (1213) kam das Dorf in den Besitz des Deutschen Ordens, der hier eine eigene Komtur einrichtete. Im Jahr 1328 wurde die Deutschordensniederlassung an dieser Stelle aufgelöst. Die Gebäude des Ordens befanden sich am südlichen Dorfrand, heute ist nur noch ein Burgstall sichtbar.
Ins frühe 13. Jahrhundert datiert auch der Vorgängerbau der evang.-luth. Kirche in der Kirchenburganlage, deren romanischer Turm sich bis heute erhalten hat.
Das Torhaus der Anlage verfiel bald darauf bereits und wurde im 16. Jahrhundert abgerissen. Ein neuer Eingang wurde im Jahr 1596 geschaffen, als das Rathaus mit einem Durchgang und Gaden ausgestattet wurde. Weitere Veränderungen nahm man im 18. Jahrhundert vor, die Befestigung wurde erweitert.

## Beschreibung

### Kirche
Den Mittelpunkt der Kirchenburg bildet die evangelische Pfarrkirche. Der Turm des Gotteshauses stammt aus dem 13. Jahrhundert, während Chor und Langhaus im 18. Jahrhundert errichtet wurden. Die Kirche ist geostet, schließt im Westen mit dem angebauten Turm ab. Der Turm selbst trägt eine Zwiebelhaube und diente in früherer Zeit als Aussichtsplattform in die nähere und weitere Umgebung.

### Gaden und Mauern

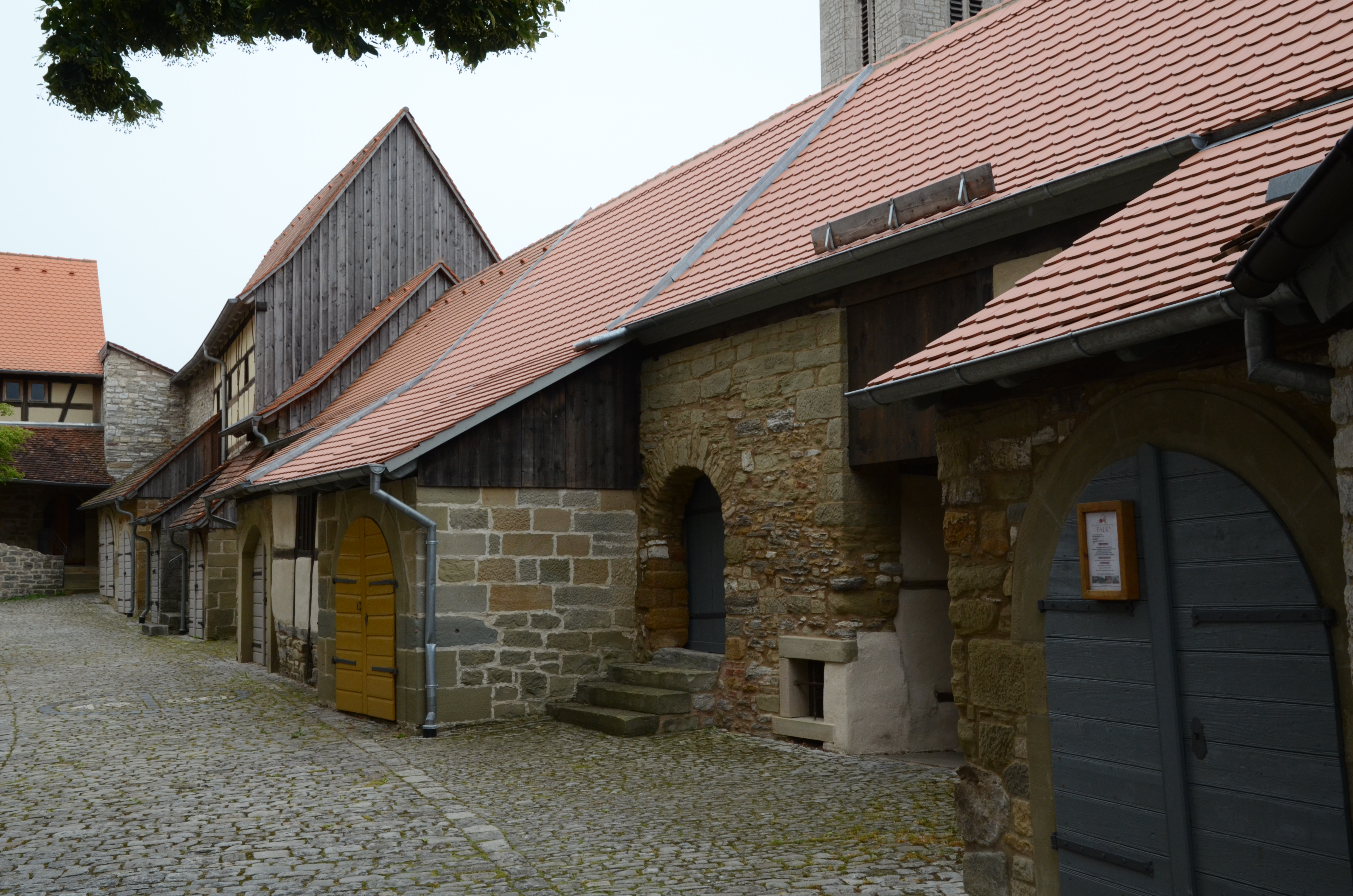
Gaden in der Kirchenburg

Die ältesten Bauteile der Hüttenheimer Kirchenburganlage sind auf die Jahre um 1300 datiert. Sie sind in vielen Gaden erhalten, die zu Beginn des 14. Jahrhunderts umgebaut wurden. Die mittelalterliche Anlage war ursprünglich dreigeschossig. Im Laufe der Jahrhunderte änderte die Kirchenburg mehrfach ihr Aussehen. Mit dem Bau des Rathauses wurde ein neuer Toreingang geschaffen. Die angrenzenden Gebäude dienten früher als Verkaufsräume, Gefängnis und Dorfschmiede.
Die Anlage wird heute durch das ans Rathaus angebaute Portal betreten. Es entstand im Jahr 1596 und trägt im Scheitelstein die Inschrift:„HANS DIE/ TERICH/ HANS BEL/ TZ DER/ ZEIT BÜR/ GÄRMEISTER“. Daneben sind die Jahreszahlen 1596 und 1976, das Jahr einer Renovierung, sowie ein Steinmetzzeichen angebracht. Das Rathaus ist zweigeschossig und wird im Obergeschoss von neuem Fachwerk gegliedert.
Die Kirchenburg wird von einer bis zu fünf Meter hohen Mauer eingefasst, die sich fast vollständig erhalten hat. Ursprünglich wurde der heimische Gipsstein als Baumaterial verwendet. Einige der Gaden, die im Inneren an die Mauer angebaut wurden, sind mit Fachwerk ausgestattet. Die Kellereingangsbauten haben teilweise zweiflügelige Tore. Eine Besonderheit stellen die getrennten Gaden und Keller dar. Innen ist ein Wappen der Herren von Schwarzenberg angebracht.
Nachdem die Kirchenburg im Jahr 1950 erstmals umfassend renoviert worden war, verfiel die Anlage in der zweiten Hälfte des 20. Jahrhunderts, bevor sie ab den neunziger Jahren umfangreich saniert wurde. Das Bayerische Landesamt für Denkmalpflege ordnet die Kirchenburg als Baudenkmal unter der Nummer D-6-75-179-23 ein. Die Details der Hüttenheimer Kirchenburganlage werden auf Hinweistafeln erläutert.